# قرار مجلس الأمن التابع للأمم المتحدة رقم 1742
قرار مجلس الأمن التابع للأمم المتحدة رقم 1742، المتخذ بالإجماع في 15 فبراير 2007.

## القرار
مدد مجلس الأمن ولاية بعثة الأمم المتحدة في جمهورية الكونغو الديمقراطية حتى 15 نيسان / أبريل.
اتخذ المجلس القرار 1742 (2007)، بموجب الفصل السابع من ميثاق الأمم المتحدة، وطلب من الأمين العام أن يقدم تقريرا، في أقرب وقت ممكن وفي موعد لا يتجاوز 15 آذار / مارس، عن مشاوراته مع السلطات الكونغولية وأن يقدم توصيات بشأن التعديلات التي قد ينظر المجلس في إدخالها على ولاية وقدرات البعثة.

## روابط خارجية
- نص القرار في undocs.org